# Węgliska (Poméranie)
Pour les articles homonymes, voir Węgliska.
Węgliska est une localité polonaise de la gmina rurale de Chmielno située dans le  powiat de Kartuzy en voïvodie de Poméranie. Elle se trouve à environ 7 km à l'ouest de Kartuzy et 35 km à l'ouest de la capitale régionale Gdańsk.

## Géographie

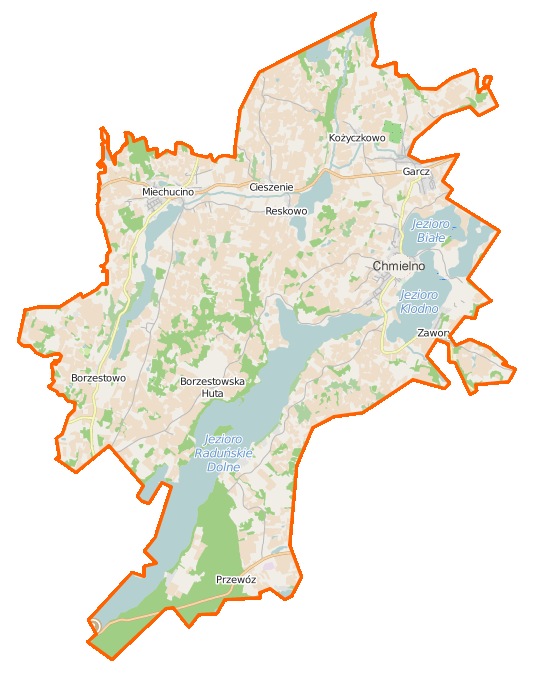
Carte de la gmina de Chmielno.